# 洛塔尔·梅茨
洛塔尔·梅茨（德語：Lothar Metz，1939年1月16日—2021年1月23日），德国男子摔跤运动员。他曾代表德国联队、东德参加1960年、1964年、1968年和1972年夏季奥林匹克运动会摔跤比赛，获得一枚金牌、一枚银牌和一枚铜牌。